# من النظرة الثانية 4 (مسلسل)
من النظرة الثانية 4 هو الجزء الرابع من مسلسل من النظرة الثانية باللغة العربية أما بالهندي فهو الجزء الثالث من مسلسل ماذا أسمي هذا الحب ، وهو بطولة الممثل بارون سوبتي بدور أدفاي وشيفاني تومار بدور تشاندني.

## قصة المسلسل
القصة هنا مختلفة عن أي قصص الحب سمعت عنها أو رأيتها هنا تبدأ بأدفاي سينغ رايزدا شخص قاسي القلب متحجر المشاعر لديه ماضي معقد يهيمن عليه لا يقبل بالهزيمة ولا يعترف بالحب ، شخص ما قتل والديه ويتعهد أدفاي بالانتقام منه ، ويتغلب عليه ويقابل تشاندني لكن دخول أدفاي في حياة تشاندني مثل القدر المشؤوم الذي يمسك بالحب ويحرق قلبك ويجعلك رماد ، أدفاي ليس فقط سيسعى للإنتقام بل سيكون اللهيب المحتوم الذي سيدمر عالم تشاندني ويقضي عليه.

## أبطال المسلسل
| الممثل       | الدور            |
| ------------ | ---------------- |
| بارون سوبتي  | أدفاي            |
| شيفاني تومار | تشاندني          |
| كتكي كدام    | شيكا أخت تشاندني |